# Castillo de Galeras
Castillo de Galeras är ett slott i Spanien.   Det ligger i provinsen Murcia och regionen Murcia, i den sydöstra delen av landet, 400 km sydost om huvudstaden Madrid. Castillo de Galeras ligger 192 meter över havet.
Terrängen runt Castillo de Galeras är kuperad åt sydost, men åt nordväst är den platt. Havet är nära Castillo de Galeras söderut. Runt Castillo de Galeras är det tätbefolkat, med 331 invånare per kvadratkilometer. Närmaste större samhälle är Cartagena, 2,0 km norr om Castillo de Galeras. 